# Elgoin
El Elgoin es una montaña de 1.243 metros de altitud perteneciente a los Montes Vascos. Está situado en Vizcaya País Vasco (España). También es conocido como  Agindui, Aguinduy, Agindi, Aindimendi, Agindimendi, Krurutzeta (X) y Pico X (en 1867).
Situado en la Sierra de Anboto o Montes del Duranguesado, es un pico secundario de la misma. Forma parte del cordal del Anboto y se encuentra entre este y el collado de Larrano, donde esta la ermita de Santa Bárbara.

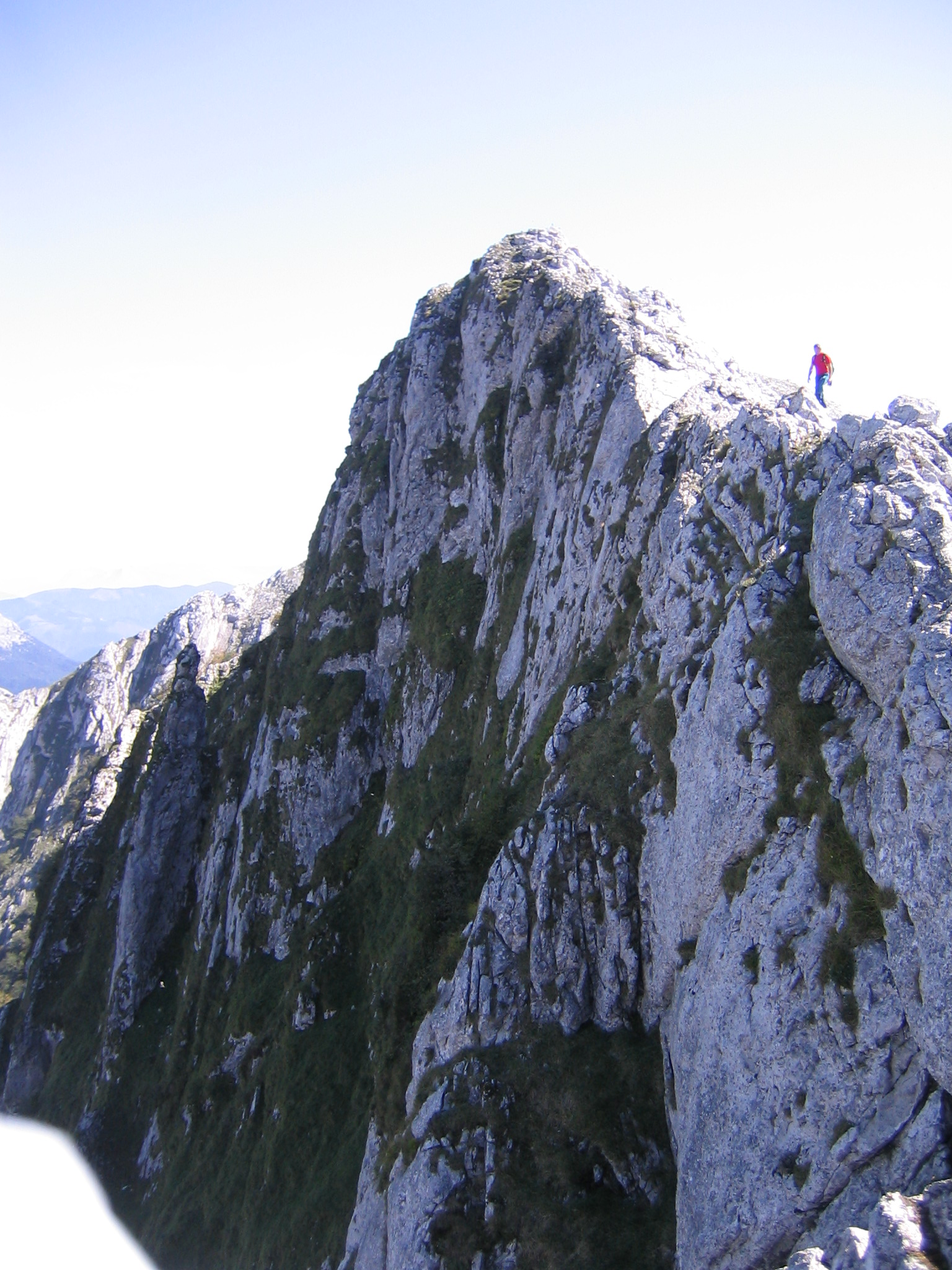

## Descripción
Con sus 1.243 m de altura es la segunda cumbre de la sierra del Amboto o montes del duranguesado, conocidos como "la pequeña Suiza", que forman parte del parque natural de Urkiola. La sierra, situada al Este del parque, lo recorre en dirección noroeste-sudeste. La piedra que compone la mole es una caliza arrecifal muy compacta y de color gris claro, contienen restos de corales coloniales masivos y grandes conchas de rudicos y ostreicos.
En la gran mole que conforma esta sierra, con el Amboto en su parte sudeste y el Alluitz en la noroeste, el Elgoin se alza, tímidamente, cerca de la cumbre del gigante Amboto de 1331 metros de altura y  Kurutzeta  de 1202 metros de altitud.  Su formación es muy escarpada dejando ver un gran "patio " en la vertiente norte, sobre el valle de Arrazola, mientras que por la sur, con menos pendiente, se alza, también imponente sobre las campas de Autzane. Al este de la cima esta la brecha de Auntzen Altarie, nombre que se traduce al castellano como "altar de las cabra", ya a 1200 metros de altitud, que la separa del pequeño accidente que supone la Saitzen Puntie de 1257 m s. n. m.
Esta cumbre ha permanecido anónima por mucho tiempo. En 1867 el geógrafo Francisco Coello de Portugal y Quesada lo incluyó en el mapa que realizó del macizo del Amboto con el nombre de  pico "X". Ángel  Sopeña lo nombra de esta forma en el relato del recorrido de la crestería que realizó en 1928.

## Ascensos
La ascensión al Elgoin se puede realizar desde el collado de Larrano o desde el collado de Auntzen altarie. También es posible trepar directamente por la ladera sur desde las acampas de Asuntze. Si se tiene como punto de partida el valle de Achondo podremos acceder al collado de Larrano o a Amboto desde Axpe, partiendo de una altitud de 240 m s. n. m.,  o desde  Arrazola  con una altitud de 239 m s. n. m., ambas subidas tienen desniveles cercanos a los 1000 metros.
- Desde Asuntze.

Una vez en las campas de Asuntze a 870 m s. n. m., donde se encuentra la fuente férrica del Pol-pol, y a la que hemos llegado desde Urkiola, a 713 m s. n. m., o desde Atxarte, a 300 m s. n. m., nos dirigimos hacia la rocosa ladera buscando la marcada canal de Kurutzeta, una vez arriba torcemos hacia la izquierda trepando hasta la cima siguiendo la crestería en la que encontramos pasos de nivel I.
- Desde Larrano.

Al collado de Larrano, que se encuentra a 960 m s. n. m., se puede acceder muy fácil desde las acampas de Auntzen, no se tarda más de 10', o desde la parte de Arrazola por varios caminos muy marcados y sin dificultad. Una vez allí, si nos ponemos mirando a Arrazola, tenemos que seguir la crestería hacia la derecha, buscando el Amboto. Después de una pequeña pendiente alcanzaremos la punta de Kurutzeta y ya en ellas seguiremos las indicaciones del a ruta anteriormente expuesta.
- Desde Amboto.

Si hemos alcanzado la cima del rey de esta sierra, Amboto, solo tenemos que seguir la crestería para ponernos, después de unos cuantos pasos interesantes pero sin dificultad (nivel I) en la cima del Elgoin. De Amboto debemos llegar al collado de Auntzen altarie que esta a 1200 m s. n. m., al que podemos llegar también por la vía normal de ascensión a Amboto o por Amboto Sakona, y desde allí seguir hacia el noreste hasta el Elgoin.
Tiempos de accesos: 
- Axpe: 2h 45 m.
- Atxarte: 2h 30 m.